# Michael Dempsey
Michael Dempsey (29 oktober 1958) was de medeoprichter en de basgitarist van de newwaveband The Cure in de beginjaren van de groep.
Samen met Robert Smith en Lol Tolhurst stond Michael Dempsey in 1976 aan de wieg van The Cure. Dempsey speelde bas op het debuutalbum van de groep Three Imaginary Boys en zong ook één nummer in (Foxy Lady, een cover van Jimi Hendrix). 
Eind 1979, voor de opnames van Seventeen Seconds, werd Dempsey door Robert Smith aan de kant geschoven. Hij werd vervangen door Simon Gallup. In datzelfde jaar sloot Dempsey zich aan bij The Associates, die hij in 1982 verliet om bij The Lotus Eaters te spelen tot 1985.
Dempsey speelde daarna nog in verschillende kleinere bands en legde zich toe op het schrijven van soundtracks, en hij maakt sinds enige tijd deel uit van Lol Tolhursts band Levinhurst, waarmee hij ook in Nederland optrad in 2010.
- Bibsys: 90126043
- Bibliothèque nationale de France: cb165950107 (data)
- CiNii: DA0262411X
- International Standard Name Identifier: 0000 0001 1616 7022
- Library of Congress Control Number: n50036190
- MusicBrainz: e1fcd5e6-99e8-43f5-badc-4001cd299872
- Nationale Bibliotheek van Tsjechië: xx0080879
- Nationale Bibliotheek van Israël: 987007272101205171
- Nederlandse Thesaurus van Auteursnamen: 073652830
- SNAC: w6jj6d7p
- Virtual International Authority File: 32532542
- WorldCat: E39PBJw94GVD8tMHPgqMtRRqcP